# Михайловське сільське поселення (Камбарський район)
Миха́йловське сільське поселення — муніципальне утворення в складі Камбарського району Удмуртії, Росія. Адміністративний центр — село Михайловка.
Населення становить 477 осіб (2019, 570 у 2010, 798 у 2002).

## Склад
До складу поселення входять такі населені пункти:
| Населений пункт        | Населення, осіб (2002) | Населення, осіб (2010) |
| ---------------------- | ---------------------- | ---------------------- |
| Балаки, село           | 349                    | 247                    |
| Гоголі, присілок       | 16                     | 11                     |
| Михайловка, село       | 349                    | 258                    |
| Новокрещенка, присілок | 25                     | 11                     |
| Октябрська, присілок   | 59                     | 43                     |

В поселенні діють 2 загальні школи (Михайловка, Балаки), садочок (Балаки), 2 бібліотеки, 2 клуба та 2 фельдшерсько-акушерських пункти. Серед підприємств працюють ТОВ «Правда» (Михайловка, має 1 145 га), ТОВ «Дружба» (Балаки, має 1 178 га) та СПК «Єдинство» (має 1 095 га).